# 56. Międzynarodowy Festiwal Filmowy w Cannes
56. Międzynarodowy Festiwal Filmowy w Cannes odbył się w dniach 14−25 maja 2003 roku. Imprezę otworzył pokaz francuskiego filmu Fanfan Tulipan w reżyserii Gérarda Krawczyka. W konkursie głównym zaprezentowanych zostało 20 filmów pochodzących z 12 różnych krajów.
Jury pod przewodnictwem francuskiego reżysera Patrice'a Chéreau przyznało nagrodę główną festiwalu, Złotą Palmę, amerykańskiemu filmowi Słoń w reżyserii Gusa Van Santa. Drugą nagrodę w konkursie głównym, Grand Prix, przyznano tureckiemu obrazowi Uzak w reżyserii Nuri Bilge Ceylana.
Oficjalny plakat promocyjny festiwalu przedstawiał hasło "Viva il cinema!" wykonane przez artystkę konceptualną Jenny Holzer. Galę otwarcia i zamknięcia festiwalu prowadziła włoska aktorka Monica Bellucci.

## Członkowie jury

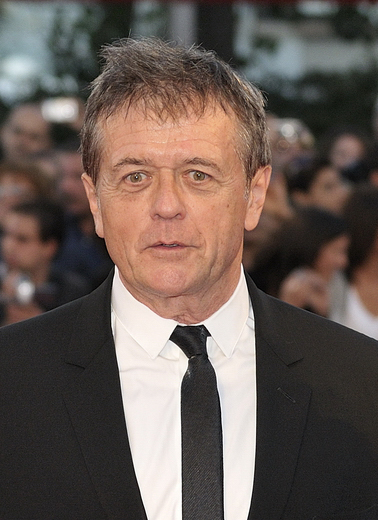
Przewodniczący jury konkursu głównego Patrice Chéreau.

### Konkurs główny
- Patrice Chéreau, francuski reżyser − przewodniczący jury[6]
- Erri De Luca, włoski pisarz
- Aishwarya Rai, indyjska aktorka
- Jean Rochefort, francuski aktor
- Meg Ryan, amerykańska aktorka
- Steven Soderbergh, amerykański reżyser
- Danis Tanović, bośniacki reżyser
- Karin Viard, francuska aktorka
- Jiang Wen, chiński reżyser i aktor

### Sekcja „Un Certain Regard”
- Abderrahmane Sissako, mauretański reżyser − przewodniczący jury
- Jannike Åhlund, szwedzka krytyczka filmowa
- Geoff Andrew, brytyjski krytyk filmowy
- Alexis Campion, francuski krytyk filmowy
- Carole Laure, kanadyjska aktorka
- Christine Masson, francuska krytyczka filmowa
- Pierre Todeschini, szwajcarski krytyk filmowy

### Cinéfondation i filmy krótkometrażowe
- Emir Kusturica, serbski reżyser − przewodniczący jury
- Mary Lea Bandy, szefowa Departamentu Filmu w nowojorskim Museum of Modern Art
- Zabou Breitman, francuska aktorka
- Ingeborga Dapkūnaitė, litewska aktorka
- Michel Ocelot, francuski reżyser

### Złota Kamera – debiuty reżyserskie
- Wim Wenders, niemiecki reżyser − przewodniczący jury
- Laurent Aknin, francuski krytyk filmowy
- Alain Champetier, przedstawiciel FICAM
- Gian Luca Farinelli, włoski miłośnik kina
- Agnès Godard, francuska operatorka filmowa
- Géraldine d'Haen, sekretarz jury
- Claude Makovski, francuski miłośnik kina
- Bernard Uhlmann, szwajcarski miłośnik kina
- Christian Vincent, francuski reżyser filmowy

## Selekcja oficjalna

### Otwarcie i zamknięcie festiwalu
|             | Tytuł                                        | Reżyseria        | Kraj produkcji    |
| ----------- | -------------------------------------------- | ---------------- | ----------------- |
| Otwierający | Fanfan Tulipan                               | Gérard Krawczyk  | Francja           |
| Zamykający  | Charlie: The Life and Art of Charles Chaplin | Richard Schickel | Stany Zjednoczone |

### Konkurs główny
Następujące filmy zostały wyselekcjonowane do udziału w konkursie głównym o Złotą Palmę:
| Tytuł polski                                      | Tytuł oryginalny                                  | Reżyseria         | Kraj produkcji    |
| ------------------------------------------------- | ------------------------------------------------- | ----------------- | ----------------- |
| Świetlana przyszłość                              | アカルイミライ Akarui mirai                       | Kiyoshi Kurosawa  | Japonia           |
| Brązowy królik                                    | The Brown Bunny                                   | Vincent Gallo     | Stany Zjednoczone |
| Carandiru                                         | Carandiru                                         | Héctor Babenco    | Brazylia          |
| Ten dzień                                         | Ce jour-là                                        | Raúl Ruiz         | Francja           |
| Kotlety                                           | Les côtelettes                                    | Bertrand Blier    | Francja           |
| Serce gdzie indziej                               | Il cuore altrove                                  | Pupi Avati        | Włochy            |
| Dogville                                          | Dogville                                          | Lars von Trier    | Dania             |
| Zabłąkani                                         | Les égarés                                        | André Téchiné     | Francja           |
| Słoń                                              | Elephant                                          | Gus Van Sant      | Stany Zjednoczone |
| Inwazja barbarzyńców                              | Les invasions barbares                            | Denys Arcand      | Kanada            |
| Rzeka tajemnic                                    | Mystic River                                      | Clint Eastwood    | Stany Zjednoczone |
| Ojciec i syn                                      | Отец и сын Otiec i syn                            | Aleksandr Sokurow | Rosja             |
| O piątej po południu                              | پنج عصر Panj é asr                                | Samira Makhmalbaf | Iran              |
| Mała Lili                                         | La petite Lili                                    | Claude Miller     | Francja           |
| Shara                                             | 沙羅双樹 Sharasôju                                | Naomi Kawase      | Japonia           |
| Basen                                             | Swimming Pool                                     | François Ozon     | Francja           |
| Tiresia                                           | Tiresia                                           | Bertrand Bonello  | Francja           |
| The Tulse Luper Suitcases, Part 1: The Moab Story | The Tulse Luper Suitcases, Part 1: The Moab Story | Peter Greenaway   | Wielka Brytania   |
| Uzak                                              | Uzak                                              | Nuri Bilge Ceylan | Turcja            |
| Purpurowy motyl                                   | 紫蝴蝶 Zi hu die                                  | Lou Ye            | Chiny             |

### Pokazy pozakonkursowe
Następujące filmy zostały wyświetlone na festiwalu w ramach pokazów pozakonkursowych:
| Tytuł polski                                               | Tytuł oryginalny                                                                           | Reżyseria              | Kraj produkcji    |
| ---------------------------------------------------------- | ------------------------------------------------------------------------------------------ | ---------------------- | ----------------- |
| Niebieskie światło                                         | 青の炎 Ao no hono-o                                                                        | Yukio Ninagawa         | Japonia           |
| Charlie: The Life and Art of Charles Chaplin               | Charlie: The Life and Art of Charles Chaplin                                               | Richard Schickel       | Stany Zjednoczone |
| Claude Sautet ou La magie invisible                        | Claude Sautet ou La magie invisible                                                        | N.T. Binh              | Francja           |
| Swobodni jeźdźcy, wściekłe byki                            | Easy Riders, Raging Bulls: How the Sex, Drugs and Rock ’N’ Roll Generation Saved Hollywood | Kenneth Bowser         | Kanada            |
| Fanfan Tulipan                                             | Fanfan la Tulipe                                                                           | Gérard Krawczyk        | Francja           |
| Mgły wojny: Jedenaście lekcji z życia Roberta S. McNamary  | The Fog of War: Eleven Lessons from the Life of Robert S. McNamara                         | Errol Morris           | Stany Zjednoczone |
| Głosy z głębin                                             | Ghosts of the Abyss                                                                        | James Cameron          | Stany Zjednoczone |
| Krzyk przerażenia drapieżnego ptaka (film krótkometrażowy) | Il grido d'angoscia dell'uccello predatore (20 tagli d'Aprile)                             | Nanni Moretti          | Włochy            |
| Ostatni klient (film krótkometrażowy)                      | The Last Customer                                                                          | Nanni Moretti          | Włochy            |
| Les marches etc... (une comédie musicale)                  | Les marches etc... (une comédie musicale)                                                  | Gilles Jacob           | Francja           |
| Matrix Reaktywacja                                         | The Matrix Reloaded                                                                        | Larry i Andy Wachowscy | Stany Zjednoczone |
| Dzisiejsze czasy (wersja odrestaurowana)                   | Modern Times                                                                               | Charles Chaplin        | Stany Zjednoczone |
| Kto zabił Bambi?                                           | Qui a tué Bambi?                                                                           | Gilles Marchand        | Francja           |
| S-21: Maszyna śmierci Czerwonych Khmerów                   | S21, la machine de mort Khmère rouge                                                       | Rithy Panh             | Kambodża          |
| Tajemnice ludzkiej duszy                                   | The Soul of a Man                                                                          | Wim Wenders            | Stany Zjednoczone |
| Czas wilka                                                 | Le temps du loup                                                                           | Michael Haneke         | Francja           |
| Trio z Belleville                                          | Les triplettes de Belleville                                                               | Sylvain Chomet         | Francja           |
| Odejścia i powroty                                         | Vai~E~Vem                                                                                  | João César Monteiro    | Portugalia        |
| Dom nad jeziorem                                           | වෑකන්ද වලව්ව Wekande Walauwa                                                                  | Lester James Peries    | Sri Lanka         |

### Sekcja „Un Certain Regard”
Następujące filmy zostały wyświetlone na festiwalu w ramach sekcji "Un Certain Regard":
| Tytuł polski                         | Tytuł oryginalny                         | Reżyseria                              | Kraj produkcji    |
| ------------------------------------ | ---------------------------------------- | -------------------------------------- | ----------------- |
| Amerykański splendor                 | American Splendor                        | Shari Springer Berman i Robert Pulcini | Stany Zjednoczone |
| Historia, która zaczyna się na końcu | അരിമ്പാറ Arimpara                           | Murali Nair                            | Indie             |
| Krzyż na południu                    | La cruz del sur                          | Pablo Reyero                           | Argentyna         |
| Męska zmowa                          | En jouant 'Dans la compagnie des hommes' | Arnaud Desplechin                      | Francja           |
| Włóczykije                           | 二弟 Er di                               | Wang Xiaoshuai                         | Chiny             |
| Dziś i jutro                         | Hoy y mañana                             | Alejandro Chomski                      | Argentyna         |
| Japońska historia                    | Japanese Story                           | Sue Brooks                             | Australia         |
| Pocałunek życia                      | Kiss of Life                             | Emily Young                            | Wielka Brytania   |
| Crusoe Robinsona                     | 魯賓遜漂流記 Lu bin xun piao liu ji      | Lin Cheng-sheng                        | Tajwan            |
| Z pustymi rękami                     | Les mains vides                          | Marc Recha                             | Francja           |
| Nasze najlepsze lata                 | La meglio gioventù                       | Marco Tullio Giordana                  | Włochy            |
| Tysiąc miesięcy                      | Mille mois                               | Faouzi Bensaïdi                        | Maroko            |
| Wszystkie przyszłe imprezy           | 明日天涯 Mingri tianya                   | Nelson Yu Lik-wai                      | Chiny             |
| Wrzesień                             | September                                | Max Färberböck                         | Niemcy            |
| Żołnierze spod Salaminy              | Soldados de Salamina                     | David Trueba                           | Hiszpania         |
| Nawałnica                            | Stormviðri                               | Sólveig Anspach                        | Islandia          |
| Walka                                | Struggle                                 | Ruth Mader                             | Austria           |
| Karmazynowe złoto                    | طلای سرخ Talaye sorkh                    | Dżafar Panahi                          | Iran              |
| Młody Adam                           | Young Adam                               | David Mackenzie                        | Wielka Brytania   |

## Laureaci nagród

### Konkurs główny
Złota Palma
- Słoń, reż. Gus Van Sant

Grand Prix

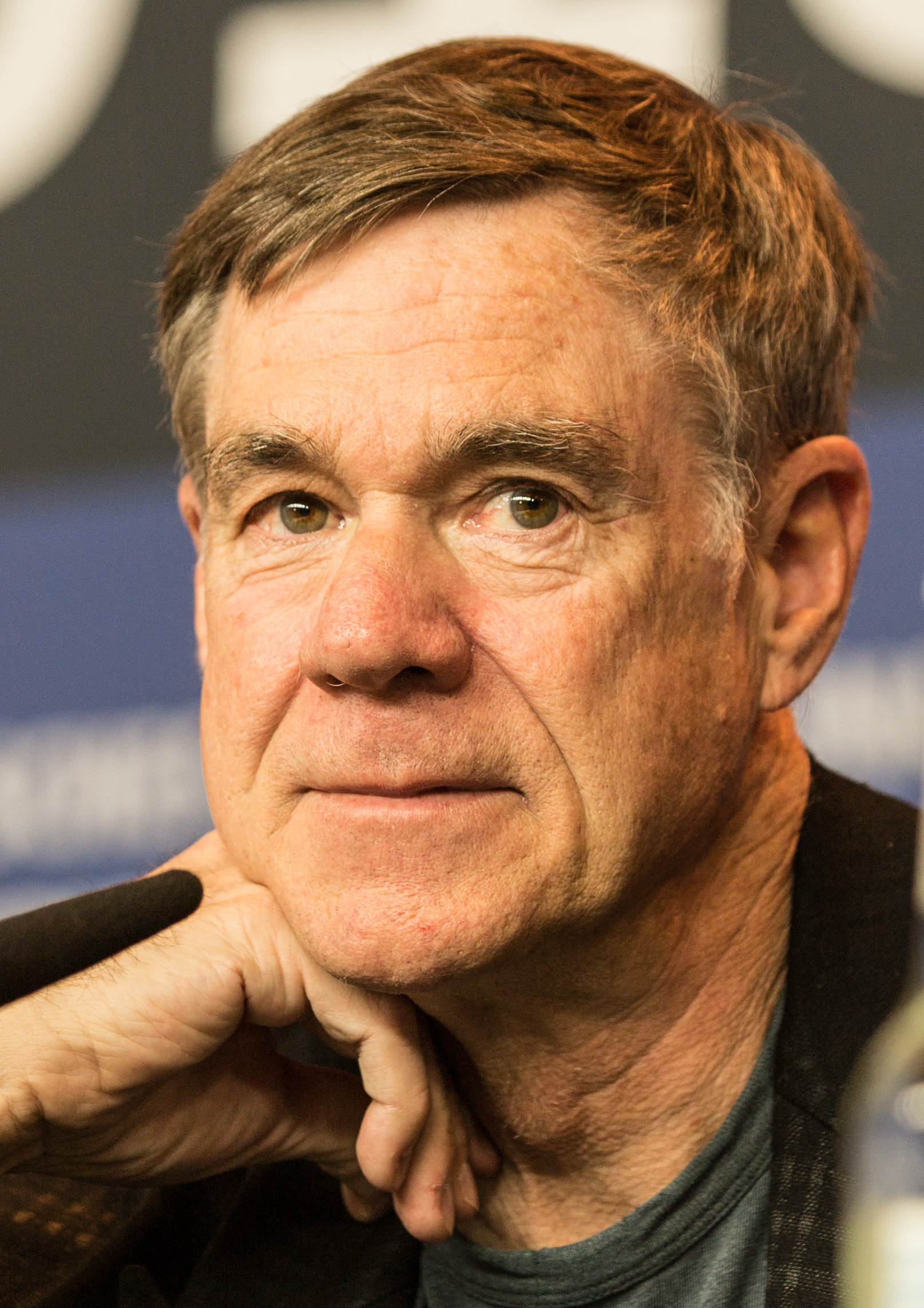
Laureat Złotej Palmy Gus Van Sant.

- Uzak, reż. Nuri Bilge Ceylan

Nagroda Jury
- O piątej po południu, reż. Samira Makhmalbaf

Najlepsza reżyseria
- Gus Van Sant − Słoń

Najlepsza aktorka
- Marie-Josée Croze − Inwazja barbarzyńców

Najlepszy aktor
- Muzaffer Özdemir i Mehmet Emin Toprak − Uzak

Najlepszy scenariusz
- Denys Arcand − Inwazja barbarzyńców

### Sekcja „Un Certain Regard”
Nagroda Główna

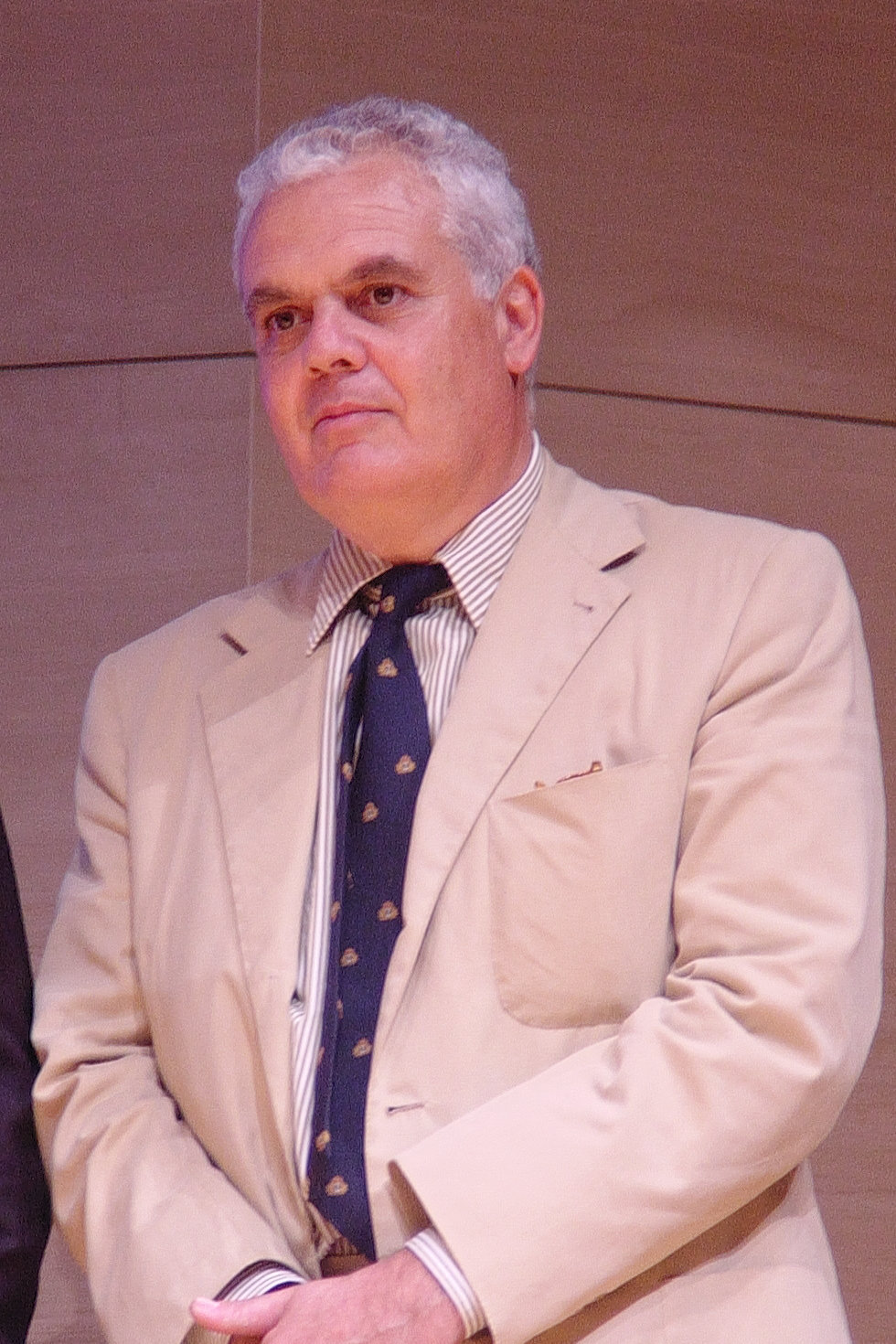
Zwycięzca sekcji „Un Certain Regard” Marco Tullio Giordana.

- Nasze najlepsze lata, reż. Marco Tullio Giordana

Nagroda Jury
- Karmazynowe złoto, reż. Dżafar Panahi

Nagroda za pierwsze wrażenie
- Tysiąc miesięcy, reż. Faouzi Bensaïdi

### Konkurs filmów krótkometrażowych
Złota Palma dla najlepszego filmu krótkometrażowego
- Sztuczne ognie, reż. Glendyn Ivin

Nagroda Jury dla najlepszego filmu krótkometrażowego
- Człowiek bez głowy, reż. Juan Solanas

Nagroda Cinéfondation dla najlepszej etiudy studenckiej
- I miejsce:  Run Rabbit Run, reż. Pavle Vučković
- II miejsce:  Historia del desierto, reż. Celia Galán
- III miejsce:  Rebeca a esas alturas, reż. Luciana Jauffred Gorostiza /  TV City, reż. Alberto Couceiro i Alejandra Tomei

Nagroda Kodaka dla najlepszego filmu krótkometrażowego
- The Truth About the Head, reż. Dale Heslip

### Wybrane pozostałe nagrody

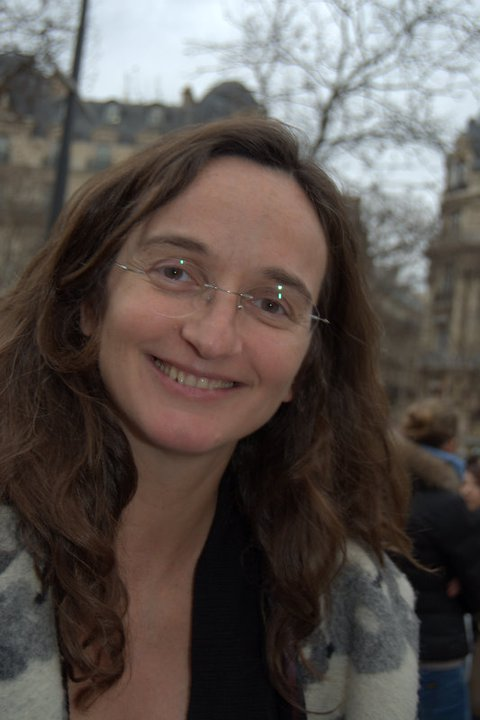
Nagrodzona reżyserka Julie Bertuccelli.

Złota Kamera za najlepszy debiut reżyserski
- Rekonstrukcja, reż. Christoffer Boe
  - Wyróżnienie Specjalne:  Osama, reż. Siddiq Barmak

Nagroda Główna w sekcji „Międzynarodowy Tydzień Krytyki”
- Kiedy Otar odszedł, reż. Julie Bertuccelli

Nagroda FIPRESCI
- Konkurs główny:  Ojciec i syn, reż. Aleksandr Sokurow
- Sekcja „Un Certain Regard”:  Amerykański splendor, reż. Shari Springer Berman i Robert Pulcini
- Sekcja "Quinzaine des Réalisateurs":  Godziny dnia, reż. Jaime Rosales

Nagroda Jury Ekumenicznego
- O piątej po południu, reż. Samira Makhmalbaf

Nagroda Vulcan dla artysty technicznego
- Tom Stern za zdjęcia do filmu Rzeka tajemnic

Nagroda Młodych
- Tysiąc miesięcy, reż. Faouzi Bensaïdi

Nagroda im. François Chalais dla filmu propagującego znaczenie dziennikarstwa
- S-21: Maszyna śmierci Czerwonych Khmerów, reż. Rithy Panh

Nagroda Palm Dog dla najlepszego psiego występu na festiwalu
- Dogville, reż. Lars von Trier

Honorowa Złota Palma za całokształt twórczości
- Jeanne Moreau